# Lauf (Bade-Wurtemberg)
Pour l’article homonyme, voir Lauf.
Lauf est une commune de Bade-Wurtemberg (Allemagne), située dans l'arrondissement de l'Ortenau, dans le district de Fribourg-en-Brisgau.

## Jumelage
La localité est jumelée depuis 1993 avec Xertigny, commune française située dans le département des Vosges, en région Lorraine.
Mais ce jumelage, malgré diverses rencontres, est actuellement en sommeil depuis 2012.